# ГЕС Батанг-Ай
ГЕС Батанг-Ай — гідроелектростанція в Малайзії на острові Калімантан. Використовує ресурс із річки Батанг-Ай (у нижній течії — Батанг-Лупар), яка впадає до Південнокитайського моря за сім десятків кілометрів на схід від Кучинга.
У межах проєкту річку перекрили кам'яно-накидною греблею із бетонним облицюванням висотою 85 метрів та довжиною 810 метрів. Разом з трьома допоміжними дамбами вона утримує велике водосховище з площею поверхні 90 км2 та об'ємом 2,87 млрд м3 (корисний об'єм 1,24 млрд м3), в якому припустиме коливання рівня в операційному режимі між позначками 98 та 112 метрів НРМ.
Пригреблевий машинний зал обладнали чотирма турбінами типу Френсіс потужністю по 27 МВт, які повинні забезпечувати виробництво 453 млн кВт·год електроенергії на рік.
Видача продукції відбувається по ЛЕП, розрахованій на роботу під напругою 275 кВ.